# Irmgard Möller
Irmgard Möller (Bielefeld, 13 de maio de 1947) é uma ativista política e ex-integrante da organização de extrema-esquerda Fração do Exército Vermelho, também conhecida como Grupo Baader-Meinhof.

## Baader-Meinhof
Filha de um professor e estudante de literatura alemã, Möler entrou para a RAF, vinda das comunas estudantis de Munique, junto com Brigitte Mohnhaupt, em 1971. Em 22 de outubro, ela e o guerrilheiro Gerhard Müller envolvem-se em um tiroteio na tentativa de libertar outra integrante do grupo, Magrit Schiller, onde um policial morre e outro é ferido. Irmgard, identificada, passa a ser caçada em todo o país com seu retrato estampado em cartazes de 'Procura-se'.
Em 12 de maio de 1972, em companhia de Angela Luther, participou do atentado ao QG da polícia na cidade de Augsburg. Com bombas tubo de ação retardada escondidas na mochila, as duas deixaram os pacotes em escritórios vazios do 3º e 4º andar do prédio, retirando-se em seguida. As explosões provocaram ferimentos em cinco policiais e causaram o desabamento de 4º andar do edifício.
Doze dias depois, participou como motorista do atentado à bomba ao QG da Inteligência Militar do exército norte-americano na Alemanha, em Heidelberg, que causou a morte de três soldados e ferimentos em cinco. Foi presa em julho do mesmo ano, delatada por um integrante novato da facção preso pela polícia, e condenada em Hamburgo a sete anos de prisão - por sua participação no tiroteio para libertar Schiller em 1971, sendo ainda desconhecida sua atuação nos atentados posteriores, que depois lhe custariam uma pena de prisão perpétua - sendo, depois da morte de Ulrike Meinhof, em 1976, transferida para Stuttgart em janeiro de 1977, onde foi colocada em cela de isolamento da prisão de segurança máxima de Stammheim, junto aos líderes fundadores do grupo, Andreas Baader e Gudrun Ensslin.

## A 'Noite da Morte'
Möller é uma das participantes-chave e única testemunha viva, do lado da RAF, dos fatos acontecidos na prisão de Stammheim, na noite de 17 de outubro de 1977, conhecida como 'A Noite da Morte'. A chamada segunda geração do Baader-Meinhof, liderada por Brigitte Mohnhaupt e Christian Klar, há dois meses tinha criado uma convulsão social e política no país, cometendo uma série de atentados que ficaram conhecidos como Outono Alemão. O presidente do Dresdner Bank,Jürgen Ponto, havia sido assassinado em casa durante uma tentativa de sequestro mal-sucedida. Também fora assassinado o procurador-geral da República Siegfried Buback, e o presidente da Federação dos Empregadores da Alemanha, Hanns-Martin Schleyer, um dos mais importantes industriais do país, encontrava-se em cativeiro, como refém em troca da libertação dos prisioneiros do Baader-Meinhof.  Para reforçar a exigência ao governo de libertar os presos, a RAF uniu-se a terroristas palestinos num plano de sequestro de avião, e há quatro dias  um Boeing 737 do Voo 181 da Lufthansa, com mais de 90 passageiros a bordo, vagava pelo Oriente Médio, sequestrado por um comando de quatro palestinos, e tinha pousado em Mogadíscio, na Somália, à espera do fim das negociações.

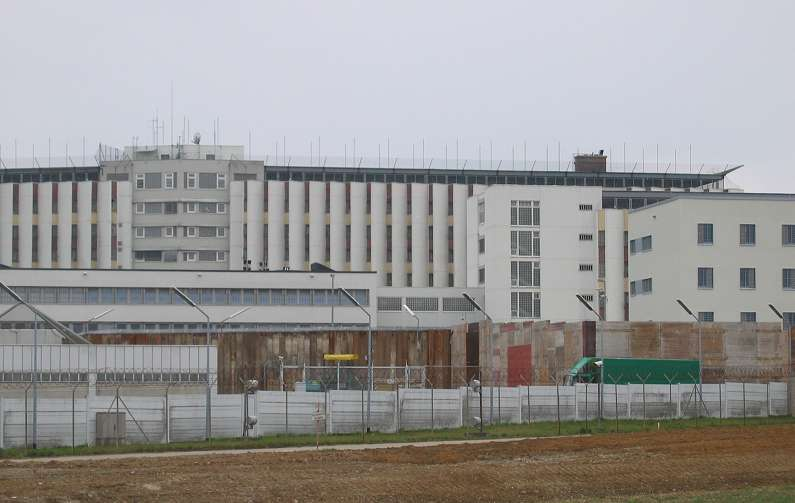
Prisão de segurança máxima de Stammheim, onde, na 'Noite da Morte', Andreas Baader, Gudrun Ensslin e Jan-Carl Raspe foram encontrados mortos e Möller gravemente ferida.

Möller e os demais presos de Stammheim acompanhavam o desenlace do sequestro por um rádio escondido dentro da cela de Jan-Carl Raspe e transmitido por conexões escondidas numa tomada aos outros individualmente em cada cela, mas como as transmissões de rádio do presídio eram cortadas no fim da noite, não puderam saber do resultado final com a libertação dos reféns, após a invasão do avião por tropas do GSG 9. Nas primeiras horas do dia seguinte, a guarda da manhã entrou nas celas dos presos e descobriu Andreas Baader e Raspe mortos com um tiro de pistola, Gudrun Ensslin enforcada e Irmgard Möller esfaqueada quatro vezes no peito e no pescoço. A morte dos três dirigentes do Baader-Meinhof na mesma noite causou furor no país, com acusações de que haviam sido assassinados, ao contrário da afirmação contida no laudo oficial divulgado pelas autoridades, de que foi um suicídio coletivo. Möller, que, transportada a um hospital conseguiu ter a vida salva, apesar de colocada em solitária e impedida de contato externo por muito tempo, sempre afirmou nos anos seguintes que fora atacada e esfaqueada na cela e seus companheiros todos assassinados, em represália pelo sequestro de Schleyer e do avião da Lufthansa. Dois dias depois da 'Noite da Morte', Hanns-Martin Schleyer foi assassinado por seus captores e seu corpo encontrado numa cidade da França.

## Liberdade
Depois de recuperada, Möller foi transferida para uma prisão em Lübeck, de onde, após ser novamente julgada e condenada à prisão perpétua pelos atentados à bomba de que participou - passando os primeiros anos em isolamento e segurança máxima, com luzes acesas na cela 24 horas por dia, acompanhamento pessoal de guardas para qualquer  movimento e fazendo contínuas greves de fome - foi libertada em 1 de dezembro de 1994, após permanecer presa por 22 anos, e sendo a mais antiga presa feminina da Alemanha. Sua soltura, por motivos graves de saúde e pelo entendimento da corte de que não mais representava um perigo para a sociedade alemã, foi assim recebida por Charles Bonner, filho de um dos oficiais mortos durante o bombardeamento do QG do exército norte-americano em 1972: "Libertá-la foi ridículo".
Hoje ela vive anonimamente em algum lugar da Alemanha.